# Касі Леммонс
Касі Леммонс (МФА: [ˈkeɪsi] Кейси, при народженні Карен Леммонс (англ. Karen Lemmons); нар. 24 лютого 1961, Сент-Луїс) — американська кінорежисерка та акторка, лібретистка.

## Життєпис
Народилася в Сент-Луїсі, штат Міссурі. Батько був учителем біології, а мама — радницею, пізніше психологинею. Батьки розлучилися, і Карен з матір'ю та двома сестрами переїхала до Ньютона, штат Массачусетс, оскільки її мати хотіла поїхати в Гарвард для здобуття докторської освіти. Мати повторно одружилась, коли Карен було дев'ять.
Леммонс відвідувала «Школу Співдружності», невелику приватну середню школу в Бостоні. Влітку відвідувала програму «Круг на площі» для дітей, які хотіли бути професійними акторами, при школі драми Нью-Йоркського університету. Це дало їй доступ до багатьох професійних акторських студій, таких як «Лі Страсберг» та «Стелла Адлер».
Леммонс розпочала акторську кар'єру, її пристрасть до фільмів з'явилася в ранньому віці, але її метою було стати режисеркою: «Я хотіла зробити щось більш значуще, ніж ходити на прослуховування».
Окрім відвідування Школи мистецтв Тіша Нью-Йоркського університету, «UCLA» та «Нової школи кінопрограми соціальних досліджень», Леммонс здобула почесний ступінь докторки Державного коледжу Салем у 1998 році. Тепер вона є почесною професоркою Школи мистецтв Тіша.

## Кар'єра
Розпочала акторську кар'єру з ролей у рекламних роликах McDonald's та Levi Strauss. Потім перейшла на малий екран з такими шоу, як «11-а жертва» (1979), і на великий у «Шкільному приголомшенні» Спайка Лі (1988), комедії «Поцілунок вампіра» (1989). Втілила Арделію Мапп в «Мовчанні ягнят» (1991). Згодом знялася з Вірджинією Мадсен у фільмі жахів Candyman (1992).
Леммонс дебютувала як режисерка з фільму «Єва Байо» 1997 року. Наступними роботами стали «Доктор Гюго» (1998), «Клошар» (2001), «Поговори зі мною» (2007), «Чорне Різдво» (2013), і стрічка з найвищою відзнакою «Гаррієт» про діяльність аболіціоністки та феміністки Гарріет Табмен.